# Differenza di potenziale
In fisica, la differenza di potenziale tra due punti di una regione dello spazio, in cui è presente un campo di forze vettoriale conservativo, è la differenza di energia potenziale per unità di "carica" tra i due punti (dove il significato di "carica" dipende dal campo considerato: carica elettrica per un campo elettrico, massa per un campo gravitazionale, ecc.). È pari cioè al lavoro necessario per spostare da un punto all'altro un corpo di carica unitaria soggetto all'azione del campo; per la definizione stessa di campo conservativo, tale lavoro non dipende dal percorso seguito nello spostamento.
Nelle scienze applicate, ad esempio in elettronica e in diversi ambiti dell'ingegneria, in assenza di ulteriori specificazione per "differenza di potenziale" ci si riferisce alla differenza di potenziale elettrico.

## Caratteristiche
Si tratta di una quantità che è talvolta definita in assenza di un potenziale di riferimento, ovvero ci si interessa al valore relativo della differenza tra il potenziale del campo in due punti trascurando la differenza di potenziale rispetto alla sorgente del campo (ad esempio in un circuito si considera spesso la differenza di potenziale ai capi di un componente invece di quella ai capi del generatore).

## Differenza di potenziale elettrico
Nel contesto dell'interazione elettromagnetica, il campo elettrostatico è un campo vettoriale conservativo il cui potenziale associato, il potenziale elettrico, ha come unità di misura il volt. Nelle applicazioni elettrotecniche il potenziale elettrico è detto tensione o, più raramente (ed impropriamente), "voltaggio".
In termini energetici, quando un elettrone subisce una differenza di potenziale di un 1 volt possiede una quantità di energia pari ad un elettronvolt.